# Earth Shaker
Earth Shaker (с англ. — «Сотрясающий землю») — лабиринтная компьютерная игра, разработанная британским разработчиком Майклом Бэтти для компьютеров ZX Spectrum и выпущенная в 1990 году издательством Your Sinclair в Великобритании.
В Earth Shaker игрок управляет копающим лабиринт игровым персонажем, которому нужно для прохождения каждого из уровней за ограниченное время собрать все алмазы и найти выходную дверь. Разнообразие игрового процесса обеспечивается игровыми объектами, которые встречает главный герой на своём пути, — это пузыри, огонь, антигравитационные жезлы, телепорты. Earth Shaker рассматривается как одна из игр семейства Boulder Dash.
Earth Shaker получил хорошие отзывы от прессы и рассматривается как одна из качественных игр ZX Spectrum, которые попадали на обложки игровых журналов. Критики хорошо отнеслись к графике и звуковому сопровождению, и оставили посредственные отзывы по игровому процессу.

## Игровой процесс
Earth Shaker представляет собой лабиринтовую игру, в которой игровой мир разделен на 32 уровня, каждый из которых состоит из 30×20 ячеек. Во время игры видна только часть уровня (16×11), а другие области становятся видимыми по мере перемещения персонажа, появляясь в результате горизонтальной или вертикальной прокрутки. Для прохождения каждого из уровней игроку необходимо, управляя копающим в лабиринте персонажем, собрать все алмазы и выйти в дверь, что приведёт к переходу на следующий уровень. Изначально даётся 5 жизней, одну из которых игрок теряет в случае, если игровой персонаж погибает. После потери жизни уровень запускается заново, а если жизнь последняя, то игра заканчивается.
Игровой процесс Earth Shaker строится на элементах, характерных для игр семейства Boulder Dash: в лабиринте имеются пустые и заполненные землей области, и последние расчищаются тогда, когда на них перемещается игровой персонаж. Главный герой может совершать действие на соседнюю клетку без перемещения на нее (расчистка земли, толчок камня и так далее). В игровом мире имеются непроходимые ячейки (стены), которые не разрушаются, и камни, которые падают тогда, когда под ними образуется пустота. Алмазы падают тоже, как и камни, но их главному герою нужно собрать. Если же на игрового персонажа падает камень или алмаз, то игрок теряет жизнь. Камни и алмазы останавливают своё падение, если под ними оказывается земля или стена. Если же оказывается камень или алмаз, то падающий объект соскальзывает в сторону на одну клетку влево или вправо, и продолжает падение.
Помимо базовых механик, в Earth Shaker присутствует ряд особенных. Так, время для прохождения уровня ограничено, и по его истечении теряется жизнь. Но при этом на уровне могут находиться жевательные конфеты, подбор которых увеличивает допустимое время прохождения уровня. На уровнях могут быть силовые поля и монитор, работающих в паре — поля непроницаемы, а если на монитор что-то падает, то тот убирает все силовые поля. В игровом мире встречаются пары объектов-телепортов — попытка входа в один из них приводит к перемещению главного героя на парный объект-телепорт, и после этого оба телепорта пропадают. На некоторых уровнях имеются антигравитационные жезлы, взятие которых изменяет гравитацию на противоположную — на некоторое время предметы начинают притягиваться вверх, но при движении вверх они не повреждают игрового персонажа. Ещё одной парой объектов являются пузыри и огни. Пузыри не падают, но главному герою можно их толкать, и, если пузырь наезжает на огонь, то тот уничтожается. Огонь опасен для игрового персонажа (перемещение на него приводит к потере жизни). Кроме того, огонь уничтожает камни, которые попадают на него сверху.

## Разработка и выпуск
Создатель игры Майкл Бэтти, будучи студентом Эдинбургского университета, начал работать над Earth Shaker за 4 года до её выпуска. Он решил сделать игру на базе Boulder Dash, так как это показалось несложной задачей с точки зрения программирования. В то же время Майклу нравилось играть в Boulder Dash, за которой он провёл много времени. Как он рассказывает, особенно завораживающим в этой игре было создание с помощью пары простых правил сложного поведения, например, реалистичного спуска каменной лавины. Так постепенно создавался Earth Shaker, к работе над которым во время учёбы Майкл возвращался снова и снова. Для него Earth Shaker стал первой разработанной и законченной игрой в машинных кодах. Майкл даже не использовал язык ассемблера, хотя в то время такой подход уже был странным, а для программирования применял прямые инструкции команды POKE из языка Бейсик компьютера ZX Spectrum.
Игру сначала Майкл называл Rockfall, но впоследствии он изменил её название, которое взял из поэмы Сесил Дэй-Льюиса «Волшебная гора»:
Оригинальный текст (англ.)Let us now praise famous men,

Not your earth-shakers, not the dynamiters,
But who in the Home Counties of the Khyber,
Trimming their nails to meet an ill wind,
Facing the Adversary with a clean collar,
Justified the system.

На написание игры ушло два года. Впоследствии Майкл пытался договориться с издателями для того, чтобы выпустить игру, и первой попыткой весной 1990 года стала Zeppelin. Эта компания находилась в Северо-Восточной Англии и недалеко от места проживания Майкла, и в то время она работала с независимыми разработчиками по доработке и выпуску их игр. Ознакомившись с Earth Shaker, руководство компании не решилось публиковать её, так как посчитало, что компания First Star Software засудит их за то, что они выпустили клон Boulder Dash. Но в то же время Zeppelin предложила Майклу работу из-за качества исполнения Earth Shaker. В то время у Zeppelin были планы на создание второй части Full Throttle, и объём работ для Майкла оценивался в 8-10 недель.
В дальнейшем разработчик попробовал обратиться в Mastertronic, но те ему не ответили. Впоследствии Майкл пообщался с CDS Software, но там посчитали, что тематика Earth Shaker не подходит к тому, чем занимается компания. Кроме того, в то время CDS Software столкнулась с финансовыми трудностями. Следующей стала компания Atlantis Software, но те, получив игру, сообщили, что они не смогли её запустить. Майкл тогда назвал это «лучшим предлогом» для отказа, и далее решил не посылать им ещё одного экземпляра Earth Shaker, так как уже посланная копия, по его соображениям, была идеально сохранена. Так Майкл перебрал все возможные компании-издатели в Великобритании. В то же время ему требовались деньги на учёбу в университете. Помимо этого, разработчик решил, что если попробовать опубликовать её в журнале, то игра достигнет большей аудитории. Сам создатель уже провёл много времени играя в Earth Shaker, и ему хотелось, чтобы другие люди тоже попробовали поиграть в неё. Так Майкл отправил игру в редакцию Your Sinclair, и журнал её опубликовал в 1990 году.
Редакция купила Earth Shaker за 100 фунтов стерлингов и поместила в своём выпуске за январь 1991 года в специальный раздел «плохих игр» (англ. crap games corner), который обозревался читателями. Узнав об этом, Майкл разозлился и позвонил редактору. Тот извинился и предложил разместить Earth Shaker на обложку, куда игра попала в третьем номере журнала за 1991 год.
В 1991 году игра вошла в сборник игр 63-го номера журнала Your Sinclair под названием Six Pack.
После получения высшего образования Майкл выбрал карьеру в университете, и в 1999 году он преподавал в Ирландском национальном университете, в городе Голуэй. По признанию Майкла, он думал над созданием продолжения Earth Shaker, и за прошедшие после выпуска десять лет он разработал множество типов различных игровых объектов, таких как магниты, вода, лёд, бомбы и другие. Также одним из направлений разработки он назвал создание новых законов физики.
В 1991 году Сай Минг Вонг (англ. Sai Ming Wong) разработал редактор уровней для Earth Shaker, который был опубликован в июле 1991 года в 67-м выпуске Your Sinclair. В 2001 году творческая группа W.A.R. Group разработала свой редактор для игры, и он позволяет редактировать не только уровни, но и графику игры.
На базе Earth Shaker вышло не менее пяти ремейков, один из которых — это разработанная Майклом Бэтти одноимённая игра для Xbox 360, коммерчески выпущенная в 2010 году.

## Оценки и мнения
| Иноязычные издания            | Иноязычные издания |
| Издание                       | Оценка             |
| ----------------------------- | ------------------ |
| Your Sinclair                 | 91 %               |
| Русскоязычные издания         |                    |
| Издание                       | Оценка             |
| Компьютерные миры ZX Spectrum | [ 2 ]              |

Рецензент Your Sinclair посчитал раздражающим то, что после потери жизни приходится каждый раз начинать уровень снова. Помимо этого, он решил, что концепт игры совершенно «неоригинальный», но в то же время все эти претензии попросил списать на своё «бурчание», так как в игре есть много хорошего. Критик отметил, что Earth Shaker является клоном Boulder Dash и Repton, но при этом обладает набором уникальных игровых механик, подобранных с хорошим вкусом. Графика описана как приятная и яркая, но немного простая. Автор обзора похвалил разработчика за систему паролей на уровни, так как это позволяет не скучать на уже пройденных этапах. В заключение критик сообщил, что он впечатлён.
Во 2-м выпуске книги «500 компьютерных игр» было указано, что Earth Shaker — это «игра с хорошей графикой и отличным звуковым сопровождением».
Авторы книги «Компьютерные миры ZX Spectrum» посчитали, что в игре отличная графика и очень неплохая музыка. В то же время они отметили, что лабиринты Earth Shaker являются прекрасным синтезом логических задач с высокодинамичной игрой. В заключение было сказано, что игровая программа является
мечтой коллекционера. В первом выпуске журнала ZX Pilot за 1996 год рецензенты пришли к выводу, что Earth Shaker является лучшей игрой в своем жанре.
В 1999 году Майкл Брун (англ. Michael Bruhn) взял интервью у Майкла Бэтти, в котором он представил его как разработчика, известного благодаря Earth Shaker. Сама же игра была охарактеризована как потрясающая, а также как одна из самых лучших игр ZX Spectrum, которые выносились на обложку игровых журналов.